# Lophocampa parva
Lophocampa parva là một loài bướm đêm thuộc phân họ Arctiinae, họ Erebidae.